# Prosper Bender
Pour les articles homonymes, voir Bender.
 (août 2024).
La mise en forme du texte ne suit pas les recommandations de Wikipédia : il faut le « wikifier ».
Les points d'amélioration suivants sont les cas les plus fréquents. Le détail des points à revoir est peut-être précisé sur la page de discussion.
- Les titres sont pré-formatés par le logiciel. Ils ne sont ni en capitales, ni en gras.
- Le texte ne doit pas être écrit en capitales (les noms de famille non plus), ni en gras, ni en italique, ni en « petit »…
- Le gras n'est utilisé que pour surligner le titre de l'article dans l'introduction, une seule fois.
- L'italique est rarement utilisé : mots en langue étrangère, titres d'œuvres, noms de bateaux, etc.
- Les citations ne sont pas en italique mais en corps de texte normal. Elles sont entourées par des guillemets français : « et ».
- Les listes à puces sont à éviter, des paragraphes rédigés étant largement préférés. Les tableaux sont à réserver à la présentation de données structurées (résultats, etc.).
- Les appels de note de bas de page (petits chiffres en exposant, introduits par l'outil «  Source ») sont à placer entre la fin de phrase et le point final[comme ça].
- Les liens internes (vers d'autres articles de Wikipédia) sont à choisir avec parcimonie. Créez des liens vers des articles approfondissant le sujet. Les termes génériques sans rapport avec le sujet sont à éviter, ainsi que les répétitions de liens vers un même terme.
- Les liens externes sont à placer uniquement dans une section « Liens externes », à la fin de l'article. Ces liens sont à choisir avec parcimonie suivant les règles définies. Si un lien sert de source à l'article, son insertion dans le texte est à faire par les notes de bas de page.
- La présentation des références doit suivre les conventions bibliographiques. Il est recommandé d'utiliser les modèles {{Ouvrage}}, {{Chapitre}}, {{Article}}, {{Lien web}} et/ou {{Bibliographie}}. Le mode d'édition visuel peut mettre en forme automatiquement les références.
- Insérer une infobox (cadre d'informations à droite) n'est pas obligatoire pour parachever la mise en page.

Pour une aide détaillée, merci de consulter Aide:Wikification.
Si vous pensez que ces points ont été résolus, vous pouvez retirer ce bandeau et améliorer la mise en forme d'un autre article.
Prosper Bender (30 juillet 1844 – 24 janvier 1917) était un médecin, un homéopathe, un écrivain et un partisan de l’annexion du Canada par les États-Unis. Sa résidence était un centre d’activité littéraire à Québec dans les années 1870. Après la publication de deux livres, Bender s'est installé à Boston, où il est devenu un critique virulent des gouvernements conservateurs au Canada. Il a également écrit sur la culture canadienne-française pour un public américain. Il a vécu et pratiqué la médecine à Boston pendant plus de vingt-cinq ans avant de revenir à Québec.

## Jeunesse
Louis-Prosper Bender naît le 30 juillet 1844. Ses parents sont l'avocat Louis-Prosper Bender (père) et Mary Ann Jane McMillan. Son père est d'origine allemande, britannique et française; sa mère est une immigrante irlandaise. Bender grandit dans une famille de classe moyenne. Une sœur épousera plus tard le fils du premier ministre canadien Étienne-Paschal Taché.
Bender fréquente le Petit Séminaire de Québec et la faculté de médecine de Montréal. Trop jeune pour être admis à la profession médicale au Bas-Canada, il devient chirurgien militaire dans l'armée nordiste au cours des dernières années de la guerre de Sécession américaine. De retour au Canada, il obtient sa licence en médecine. L'Association médicale canadienne l'expulsera quelques années plus tard en raison de son adoption de traitements homéopathiques.
Bender épouse Aurélie Esther Scott, fille de l'avocat Alexander Stewart Scott et de Catherine Suzanne Frémont, en 1868.

## Québec
À Québec, Bender vit sur la rue D'Aiguillon, où, chaque semaine, il accueille un groupe éclectique et toujours plus nombreux d'écrivains et de dirigeants politiques. Bender cultive un espace où les questions littéraires sont librement discutées. Parmi les visiteurs réguliers figurent Joseph Marmette, Faucher de Saint-Maurice, Hubert LaRue, Oscar Dunn, Buteau Turcotte et William Blumhart. Honoré Mercier et Joseph-Adolphe Chapleau, tous deux de futurs premiers ministres du Québec, sont également de passage. Marmette est alors au sommet de sa renommée; Faucher devient célèbre et siégera bientôt à l'Assemblée législative; Dunn pour sa part se fait connaître comme chroniqueur et rédacteur en chef. Ce groupe est connu sous les noms de « la société d'admiration mutuelle », « le cénacle de la rue d'Aiguillon » et « la pléiade de Saint-Maurice »,. Les historiens de la littérature ont reconnu dans le groupe réuni autour de Bender une expression de l'effervescence littéraire qui se produit à Québec dans les années 1870. Sa capacité à rassembler des individus dotés de fortes personnalités et d’opinions politiques divergentes témoigne de la force et de l’attrait du cercle de Bender.
Ce centre culturel, peut-être le premier véritable salon depuis l'époque de la librairie Crémazie, inspire finalement Bender à écrire deux ouvrages, tous deux en anglais. Ses Literary Sheaves, Or, La Littérature au Canada Français: The Drama, History, Romance, Poetry, Lectures, Sketches, &c paraît en 1881. L'ouvrage trace le développement de la littérature canadienne-française et aide à promouvoir les œuvres d’amis et d’associés. Bender publie l'année suivante Old and New Canada, 1753-1844: Historic Scenes and Social pictures; Or, The Life of Joseph-Francois Perrault, qui est en partie une biographie de son arrière-grand-père. Ses ouvrages sont remarqués dans la presse et distribués sous forme de prix aux élèves des écoles publiques.

## Boston
À l’automne 1882, peut-être en raison de déceptions professionnelles, Bender déménage soudainement à Boston. Un dîner d'adieu donné en son honneur à Québec et auquel participent des députés, des ministres et de nombreuses personnalités littéraires témoigne de l'influence qu'il a développée et de son vaste réseau culturel. Bien qu’il visite sa province natale de temps à autre et reçoit des amis canadiens à Boston, il demeure aux États-Unis pendant plus de vingt-cinq ans. Il adopte la cause de l’annexionnisme, estimant que le Canada s’en sortirait mieux économiquement et politiquement s’il était absorbé par les États-Unis. Il publie des articles sur des thèmes canadiens, dont au moins dix dans le Magazine of American History dans les années 1880 et au début des années 1890. Ses travaux ont également été publiés dans la North American Review et le New England Magazine,.
Bender dénonce à plusieurs reprises la corruption, les divisions nationales, la mauvaise gestion et la morosité économique qui affligent le Canada. Il est donc un critique virulent de la Confédération et l’un des plus éminents partisans canadiens de l’annexion. Alors qu’il aborde de nouveaux thèmes dans ses écrits – pendant l’immigration massive en provenance du Québec, il éduque les lecteurs américains sur la culture canadienne-française –, il s’éloigne de sa cause politique, qui reçoit peu de soutien populaire et encore moins d’encouragement officiel. Selon un historien, contrairement aux partisans plus intransigeants de l'annexion, les opinions de Bender fluctuent en fonction des conditions changeantes au Canada et, en tant que tel, il est un « indicateur » du développement national canadien.

## Dernières années
En 1907, après le décès de son vieil ami William Blumhart, il commence à rédiger des réflexions sur le passé pour le Daily Telegraph de Québec ; ces contributions se poursuivent pendant des années. Ses souvenirs se développent dans un style nostalgique qui aide à éclaircir la vie sociale, culturelle et politique de la ville dans les années 1870 et 1880.
Bender revient à Québec en 1908 et continue à pratiquer la médecine. Il décède à Québec en 1917. Son corps est inhumé au cimetière Notre-Dame-de-Belmont.

## Sources
- « Bender, Louis-Prosper », Répertoire du patrimoine culturel du Québec, https://www.patrimoine-culturel.gouv.qc.ca/rpcq/detail.do?methode=consulter&id=16192&type=pge.
- Bender, Prosper (1881). Literary Sheaves, Or, La Littérature au Canada Français : The Drama, History, Romance, Poetry, Lectures, Sketches, &c. Montréal : Dawson Brothers.
- Bender, Prosper (1882). Old and New Canada, 1753-1844 : Historic Scenes and Social pictures; Or, The Life of Joseph-Francois Perrault. Montréal : Dawson Brothers.
- Bienville, Louyse de (1931). Figures et paysages. Montréal : Beauchemin.
- Le Monde, 2019. « The Obscure Champion of Francophone Writing Who Called for Canada to Join the U.S. », NUVO, https://nuvomagazine.com/daily-edit/prosper-bender.
- Faucher de Saint-Maurice, N. H. E. (1887). "Vers le passé—Chez le docteur Bender." Nouvelles soirées canadiennes, vol. 6, 548-553.
- Lacroix, Patrick (2018). « Prosper Bender's American Dream », Query the Past, https://querythepast.com/prosper-bender-american-dream/ .
- Lacroix, Patrick (2018). « Seeking an 'Entente Cordiale' : Prosper Bender, French Canada, and Intercultural Brokership in the Nineteenth Century », Revue d'études canadiennes, vol. 52, n° 2, 381-403.